# Nobuo Fudžišima
Nobuo Fudžišima (japonsko 藤島 信雄), japonski nogometaš in trener, 8. april 1950.
Za japonsko reprezentanco je odigral 65 uradnih tekem.